# Керро
Керро (рос. Керро) — присілок у Всеволожському районі Ленінградської області Російської Федерації.
Населення становить 730 осіб. Належить до муніципального утворення Куйвозовське сільське поселення.

## Історія
Від 1 серпня 1927 року належить до Ленінградської області.

## Населення
| 1838 | 1848 | 1862 | 1896 | 1905 | 1926 | 1939 |
| ---- | ---- | ---- | ---- | ---- | ---- | ---- |
| 24   | ↗41  | ↗83  | ↘64  | ↘55  | ↗95  | ↘82  |
| 1997 | 2002 | 2007 | 2010 | 2017 |      |      |
| ↗553 | ↗697 | ↘594 | ↗709 | ↗730 |      |      |